# 1. divisjon 1948/49
Die Saison 1948/49 war die zehnte Spielzeit der 1. divisjon, der höchsten norwegischen Eishockeyspielklasse. Meister wurde zum ersten Mal in der Vereinsgeschichte überhaupt Furuset Ishockey.

## Modus
In der Hauptrunde absolvierte jede der acht Mannschaften insgesamt sieben Spiele. Der Erstplatzierte der Hauptrunde wurde Meister. Für einen Sieg erhielt jede Mannschaft zwei Punkte, bei einem Unentschieden gab es einen Punkt und bei einer Niederlage null Punkte.

## Hauptrunde
Tabelle
|    | Klub             | Sp | S | U | N | Tore  | Punkte |
| -- | ---------------- | -- | - | - | - | ----- | ------ |
| 1. | Furuset Ishockey | 7  | 6 | 1 | 0 | 31:18 | 13     |
| 2. | IL Mode          | 7  | 5 | 2 | 0 | 30:8  | 12     |
| 3. | Gamlebyen        | 7  | 5 | 1 | 1 | 30:14 | 11     |
| 4. | Templar          | 7  | 4 | 0 | 3 | 21:16 | 8      |
| 5. | Stabæk IF        | 7  | 3 | 0 | 4 | 17:37 | 6      |
| 6. | Hasle            | 7  | 2 | 0 | 5 | 29:39 | 4      |
| 7. | SK Strong        | 7  | 1 | 0 | 6 | 23:32 | 2      |
| 8. | Frisk Asker      | 7  | 0 | 0 | 7 | 2:19  | 0      |

Sp = Spiele, S = Siege, U = unentschieden, N = Niederlagen